# Testigo de cargo (obra de teatro)
Testigo de cargo, título original en inglés Witness for the Prosecution, es una obra de teatro escrita por la novelista Agatha Christie, basada en el cuento del mismo nombre, contenido en su libro Testigo de cargo. La obra se estrenó en Londres el 28 de octubre de 1953 en el Winter Garden Theatre (aunque se representó por primera vez en el Nottingham el 28 de septiembre). Fue producida por Peter Saunders, quien también produjo las obras La ratonera y Sangre en la piscina. En 1995, la Mystery Writers of America lo incluyó en su lista de las cien mejores novelas de misterio de todos los tiempos.

## Trama
Un apuesto joven, Leonard Vole, es acusado del asesinato de una anciana y solterona rica amiga suya, a la que visitaba a menudo, sin que la vieja supiera que Leonard estaba casado. En el testamento, la anciana deja su fortuna a Leonard. Todos los indicios apuntan a que Leonard fue el asesino de la anciana, pero el abogado que instruye el caso debe investigar la coartada que presenta Leonard, que alega que a la hora del crimen, él estaba con su mujer Romaine. El abogado cuenta con pocas esperanzas de que el tribunal crea el testimonio de una mujer enamorada; sin embargo, su sorpresa es mayor cuando Romaine insiste, ante el tribunal, en que su marido llegó a casa con la ropa manchada de sangre, después de lo anunciado por él. Ante la llegada de un anónimo, el abogado consigue, a través de una mujer vulgar, una carta de Romaine dirigida a su amante, en la que se congratula de poder deshacerse de Leonard, pese a que sí que se encontraba en casa cuando se cometió el crimen. El abogado presenta esa carta como prueba y el testimonio de Romaine, acusada de perjurio, queda desvirtuado, en tanto que Leonard sale absuelto. Pero eso era lo que pretendía Romaine, que escribió esa carta con la historia inventada de su amante y se la entregó después, disfrazada de mujer vulgar, al abogado. Todo ello para salvar a su marido, que es culpable. Romaine se dispone a ir a la cárcel por perjurio, pero ante el desprecio de Leonard, que piensa marcharse con su amante, Romaine le clava un cuchillo y lo mata.

## Sinopsis de las escenas
ACTO I
- Las cámaras de Sir Wilfrid Robarts, Q.C. Por la tarde

ACTO II
- El Tribunal Penal Central, Londres -popularmente conocido como Old Bailey. Seis semanas más tarde. Por la mañana

ACTO III
- Escena 1 – Las cámaras de Sir Wilfrid Robarts, Q.C. La misma noche
- Escena 2 – El Old Bailey. La mañana siguiente.

## Representaciones destacadas
- Winter Garden Theatre, 28 de octubre de 1953.
  - Dirección: Wallace Douglas.
  - Intérpretes: Francis L. Sullivan (Sir Wilfred Robarts), Patricia Jessel (Romaine), Gene Lyons (Leonard Vole), Rosalie Westwater (Greta).

- Henry Miller's Theatre, Broadway, Nueva York, 1954.[2]
  - Dirección: Robert Lewis.
  - Intérpretes: Francis L. Sullivan (Sir Wilfred Robarts), Patricia Jessel (Romaine), Gene Lyons (Leonard Vole), Mary Barclay (Greta).

- Teatro Infanta Isabel, Madrid, 1956.[3]
  - Traducción: Luis de Baeza.
  - Intérpretes: Ángel de la Fuente, Cándida Losada, Antonio Amat, Irene Caba Alba, Julia Gutiérrez Caba, Irene Gutiérrez Caba.

- Teatro Muñoz Seca, Madrid, 2012.[4]
  - Dirección: Javier Elorrieta.
  - Intérpretes: Manuel Galiana, Paca Gabaldón, Lara Dibildos, Luis Fernando Alvés, Iker Lastra, Voro Tarazona, Oscar Zautúa, Mónica Soria, Jorge San José y Oscar Olmeda

## Adaptaciones
La película Testigo de cargo está basada en esta obra de teatro.